# Mario Žužić
Mario Žužić  ( Zagreb 4. svibnja 1978.) hrvatski je športaš i rekorder u ronjenju na dah.

## Ronilačka karijera
Aktivnim ronjenjem bavi se od 2005. godine, a član je kluba RK Submania. Obarao je hrvatske rekorde u VWT, NL i DNF disciplinama. Na redovnoj skupštini AIDA Hrvatska održanoj 30. ožujka 2011. godine u Rijeci izabran je za člana UO zadužen za natjecanja.
- hrvatski rekord DNF 83 metra (19. studeni 2005.)  1.st Apnea Submania kup Zagreb 2005.
- hrvatski rekord DNF 105 metara (veljača 2006.)  MadCup, Maribor
- hrvatski rekord VWT (13. listopada 2006.) Dubrovnik
- hrvatski rekord NL (13. listopada 2006.)  Dubrovnik
- hrvatski rekord VWT(14. listopada 2006.)  Dubrovnik
- hrvatski rekord NL (14. listopada 2006.)  Dubrovnik

## Poveznice
- AIDA Hrvatski rekordi